# Манд (Лозер)
Манд (фр. Mende) — город во Франции, префектура департамента Лозер (регион Окситания).

## История
Расположен в долине Ло, с давних пор является перекрёстком торговых путей из Лиона, Оверни и Лангедока. Поселение возникло ещё в бронзовом или даже медном веке, сохранялось и в галло-римскую эпоху. Григорий Турский повествует о святом Привате, замученном алеманнами в III веке:
Во время вторжения алеманнов в Галлию в пещере горы около Манда обретался святой Приват, епископ города Жаволя. В этой пещере епископ пребывал в молитве и посте, тогда как его община заперлась в стенах крепости Грезе. Но так как он, подобно доброму пастырю, не согласился отдать овец своих волкам, его самого стали принуждать принести жертву идолам. Он проклял эту мерзость и отказался; тогда его били палками, пока не сочли, что он умер. И от этих побоев, прожив несколько дней, святой испустил дух.
Место гибели Привата в средневековье было центром паломничества, помогавшего развитию Манда. Город находился в зависимости то от Барселоны, то от Франции. При епископе Альдеберте III в XII веке были выстроены мощные укрепления. В 1307 году епископ Гийом VI заключил с Филиппом Красивым договор о соправлении. Экономика Манда пострадала во время Столетней войны, тем не менее, в 1368 году уроженец Лозера Урбан V заложил в нём кафедральный собор.
По окончании войны Манд становится одной из самых богатых епархий юга Франции. В 1470 году епископ Антуан поддержал мятеж графа Арманьякского, в результате епископы на несколько лет были лишены светской власти в городе. В 1478—1483 годах кафедру занимал будущий папа Юлий II.
Город получил серьёзные повреждения в ходе Религиозных войн, собор был заново открыт только в 1605 году Новый подъём происходит в конце XVII веке, когда был украшен епископский дворец, появилась больница. Главным событием 18 века становится Великая Французская революция, когда договор 1307 года был окончательно упразднён, а Лозер стал одним из первых департаментов.
В XIX веке в окрестностях Манда высаживают сосновый лес для защиты от наводнений, в городе появляются железная дорога и электрическое освещение. С начала 20 в. наблюдается экономический спад в связи с упадком шерстяной промышленности. Во время Второй мировой войны Манд становится одним из центров Сопротивления. В 1990-е годы составляются проекты по оживлению городка, предусматривается строительство ветрогенератора и теплового пункта.
К достопримечательностя Манда относятся собор Божьей Матери и св. Привата, несколько фонтанов, башня XII века, старинный мост, пещера св. Привата, консульский дом, замок Баур. В городке регулярно проводятся спортивные состязания.

## Породнённые города
- Вила-Реал
- Вольтерра
- Вунзидель